# John Mitchell
John Mitchell (ur. 23 marca 1964 w Hawera) – nowozelandzki rugbysta grający w trzeciej linii młyna, zwycięzca National Provincial Championship, reprezentant kraju, następnie trener, zdobywca Currie Cup i brązowy medalista Pucharu Świata 2003.

## Zawodnik
Uczęszczał do Francis Douglas Memorial College, gdzie występował w szkolnych drużynach rugby union i koszykówki. W tej drugiej powoływany był w latach 1981–1983 do narodowych reprezentacji szkół średnich oraz juniorów, zdecydował się jednak skoncentrować na rugby. W 1983 roku związał się z Fraser Tech Rugby Club, z którym trzykrotnie zwyciężał w rozgrywkach Waikato Rugby Union. Wkrótce został kapitanem zespołu juniorów Waikato, zaś w seniorskiej drużynie zadebiutował w roku 1985 i w kolejnych dziesięciu sezonach zaliczył 134 występy. Jako kapitan doprowadził region do triumfu w National Provincial Championship w 1992 oraz do zdobycia Ranfurly Shield rok później. Na poziomie klubowym grał także w Europie w zespołach Garryowen Football Club oraz Sale Sharks.
W 1993 roku otrzymał powołanie do nowozelandzkiej reprezentacji na tournée do Europy. Nie wystąpił w żadnym testmeczu, zagrał jednak w sześciu meczach All Blacks z regionalnymi zespołami, trzykrotnie jako kapitan, zdobywając dwa przyłożenia. W roku następnym został mianowany kapitanem drużyny podczas szkoleniowej wyprawy do Argentyny.
Trzykrotnie zagrał dla Barbarians, a w 1995 roku wystąpił w zespole Classic All Blacks.

## Trener
Karierę trenerską zaczynał w Fraser Tech Rugby Club, z którym dwukrotnie zwyciężał w rozgrywkach Waikato Rugby Union. Kolejne jej etapy miały miejsce na Wyspach Brytyjskich. Z Sale Sharks, z którym związany był początkowo jako grający trener, potem jedynie w roli szkoleniowca, dotarł do finału Anglo-Welsh Cup, prowadził następnie Wasps. Był odpowiedzialnym za formację młyna asystentem prowadzącego irlandzką reprezentację Murraya Kidda, następnie w tej samej roli znajdował się w latach 1997–2000 w sztabie szkoleniowym Clive’a Woodwarda, a Anglicy w tym czasie zdobyli Triple Crown w 1998 oraz Puchar Sześciu Narodów 2000.
Po tym turnieju odrzucił propozycję przedłużenia kontraktu, powrócił do Nowej Zelandii i objął funkcję dyrektora do spraw rozwoju i trenera zespołu rezerw Waikato. Już w październiku tego roku podpisał dwuletni kontrakt z występującym w rozgrywkach Super 12 zespołem Chiefs. Doprowadził go do szóstego miejsca w sezonie 2001, po czym zgłosił swoją kandydaturę w konkursie na szkoleniowca All Blacks, a będąc wybrany spośród dwudziestu dwóch kandydatów w październiku 2001 roku zastąpił na stanowisku Wayne’a Smitha. W czasie dwuletniej kadencji zdobył Bledisloe Cup i dwukrotnie zwyciężył w Pucharze Trzech Narodów, jednak kluczowa dla jego losów była porażka w półfinale Pucharu Świata 2003 z Wallabies. Pomimo zdobycia brązowego medalu musiał ponownie ubiegać się o tę posadę, otrzymał ją jednak Graham Henry.
W grudniu 2003 roku został trenerem Waikato z umową obowiązującą przez trzy lata. W National Provincial Championship 2004 poprowadził zespół do półfinałów, jednak na początku roku 2005 poprosił o wcześniejsze zwolnienie. W lutym tego roku został szkoleniowcem tworzącego się zespołu Western Force, a kontrakt w roku 2007 został przedłużony do końca sezonu 2011. Pod koniec grudnia 2008 roku został częściowo zawieszony w obowiązkach z uwagi na skargi zawodników i sztabu szkoleniowego, na początku stycznia 2008 został jednak przywrócony do pracy w pełnym wymiarze.
W czerwcu 2010 roku ogłoszono, iż podczas posezonowej przerwy w rozgrywkach Super 14 wraz z Carlosem Spencerem i Johanem Ackermannem poprowadzi w Currie Cup południowoafrykański zespół Golden Lions. We wrześniu tego roku podpisał jednak z nim trzyletni kontrakt, za zgodą Force opuszczając klub, z którym podczas pięcioletniej kadencji nie udało się awansować do fazy play-off.. W roku 2011 w Super Rugby poprowadził Lions, zaś z Golden Lions zwyciężył w Currie Cup, co dało mu wyróżnienie dla najlepszego trenera roku w RPA. Podobnie jak w Australii, również w RPA zawodnicy wysunęli skargi na jego zachowanie i ich traktowanie, przez co w czerwcu 2012 roku związek zawiesił trenera w obowiązkach na czas zbadania sprawy. W listopadzie zarzuty zostały oddalone i Mitchell powrócił do pracy, kilka dni później zrezygnował pozostając związany z zespołami w roli konsultanta. Pod koniec listopada 2012 roku dołączył do sztabu szkoleniowego Sale Sharks, po miesiącu opuścił jednak zespół podając powody osobiste.
We wrześniu 2013 roku został głównym trenerem drużyny rugby z University of KwaZulu-Natal. Dotarł z nią do finału uniwersyteckich rozgrywek, po czym zrezygnował z prowadzenia zespołu. Prowadził następnie konsultacje i warsztaty dla trenerów. Pod koniec roku 2015 był przymierzany do roli szkoleniowca Stormers po odejściu Eddiego Jonesa, na początku stycznia 2016 roku został jednak ogłoszony nowym selekcjonerem reprezentacji USA.

## Varia
- Pochodził ze sportowej rodziny, rodzice Eric i Pauline uprawiali koszykówkę, zaś brat Paul grał na pozycji młynarza w zespole Chiefs. Był żonaty z Kay, z którą miał dwójkę dzieci, Daryla i Ciarę[2].
- Otrzymał Master of Business Administration w zarządzaniu sportem z Uniwersytetu Leicester[3].
- W 2010 roku został we własnym mieszkaniu ugodzony nożem, gdy uznał włamywacza za czyniącego żarty współlokatora[55].
- W 2014 roku ukazał się jego autobiografia Mitch: The Real Story napisana przy współpracy z Gavinem Richem (ISBN 978-1-77022-617-3).
- Był komentatorem/ekspertem stacji SuperSport[56][51][57].